# 1962 w nauce

## Nauki przyrodnicze i ścisłe

### Astronomia
- Grote Reber – Nagroda Henry Norris Russell Lectureship przyznawana przez American Astronomical Society

## Nagrody Nobla
- Fizyka – Lew Landau
- Chemia – Max Ferdinand Perutz, John Kendrew
- Medycyna – Francis Harry Compton Crick, James Dewey Watson, Maurice Hugh Frederick Wilkins